# Georg Neumark
Georg Neumark (født 16. marts 1621 i Langensalza, død 8. juli 1681 i Weimar) var en tysk digter.
Neumark var først huslærer i Kiel, studerede senere jura og musik i Königsberg, blev bibliotekar i Weimar og derpå arkivsekretær og kejserlig pfalzgreve. Han var knyttet til det Fruchtbringende Gesellschaft. Hans digte er samlede i Poetisch-Musikalische Lust-Wäldgen (1652), men hans af Opitz påvirkede poesier er nu glemte, med undtagelse af enkelte jævne sange som Wer nur den lieben Gott lässt walten og Wie mein getreuer Vater Will. Et udvalg af Neumarks digte findes i Wilhelm Müllers Bibliothek deutscher Dichter des 17. Jahrhundert (11 bind).